# Remigije iz Rouena
Remigije od Rouena (fra. Remi de Rouen; 727. – 771.), nadbiskup Rouena rodom iz franačke dinastije Karolinga. 

## Životopis
Rodio se kao nezakoniti sin franačkog majordoma (i de facto vladara) Karla Martela i njegove ljubavnice Ruodhaid. Na mjesto nadbiskupa je postavljen 755. i služio je do 762. za vrijeme vladavine svog (zakonitog) brata Pipina Malog. Godine 760. je s braćom (također nezakonitom) Bernardom i Hijeronimom, sudjelovao u diplomatskim misiji u Italiji, kada su Franci posredovali u sporu između pape Pavla I. i langobardskog kralja Deziderija.
Slavi se kao svetac u Rimokatoličkoj Crkvi na dan 19. siječnja.